# 蕉赖—加影大道
蕉赖－加影大道，简称蕉加大道，又称Grand Saga大道是马来西亚巴生谷的一条高速公路，全长11.5公里（7.1英里），由吉隆坡蕉赖连接至雪兰莪州加影。蕉加大道由特許經營公司Grand Saga私人有限公司管理。

## 历史
根据政府与大道公司签署的合约，蕉加大道的收费期是从1995年9月18日至2025年9月18日为止。然而，政府于2002年搁置大道公司调整收费率，以延长收费期至2030年作为赔偿。于2012年3月，政府宣布廢除蕉加大道其中兩個收費站，并再延長收費期15年至2045年。

## 收费
蕉加大道使用开放式收费系统。

### 电子道路收费系统
该大道的收费站于2016年1月13日开始全部采用电子道路收费系统，只以一触即通卡,SmartTAG和全新的付费系统RFID支付过路费。

### 收费率
以下收费率于2015年10月15日开始生效。

#### 9英里收费站（往加影方向）
| 级别 | 交通工具种类                          | 收费（令吉） |
| ---- | ------------------------------------- | ------------ |
| 0    | 摩托车、自行车或拥有2轮以下的交通工具 | 免费         |
| 1    | 拥有2轴与3或4轮的交通工具，除了计程车 | 1.30         |
| 2    | 拥有2轴与5或6轮的交通工具，除了巴士   | 2.60         |
| 3    | 拥有3轴或以上的交通工具               | 2.60         |
| 4    | 计程车                                | 0.70         |
| 5    | 巴士                                  | 1.00         |

#### 11英里收费站（往吉隆坡方向）
| 级别 | 交通工具种类                          | 收费（令吉） |
| ---- | ------------------------------------- | ------------ |
| 0    | 摩托车、自行车或拥有2轮以下的交通工具 | 免费         |
| 1    | 拥有2轴与3或4轮的交通工具，除了计程车 | 1.30         |
| 2    | 拥有2轴与5或6轮的交通工具，除了巴士   | 2.60         |
| 3    | 拥有3轴或以上的交通工具               | 2.60         |
| 4    | 计程车                                | 0.70         |
| 5    | 巴士                                  | 0.90         |